# Eptatretus springeri
Cá mút đá myxin vịnh (Eptatretus springeri) là loài duy nhật được biết đến với khả năng để vào bể nước muối, hoặc hồ chứa dung lượng cực kỳ cao muối, không hề hấn gì. Những hồ giống như hồ trên đáy đại dương. Chúng tồn tại ở cả Vịnh Mexico và biển Địa Trung Hải. Hàm lượng muối cao, khoảng 200 ppt so với 35 ppt cho nước biển tiêu chuẩn, tạo ra một xu hướng nổi bề mặt mà tàu ngầm không có khả năng lặn xuống hồ.